# Station Leyland
Leyland is een spoorwegstation van National Rail in Leyland, South Ribble in Engeland. Het station is eigendom van Network Rail en wordt beheerd door Northern Rail. 